# Лавренюк Ярослав Сергійович
Ярослав Сергійович Лавренюк (нар. 1 листопада 2007) — український скелетоніст. Призер зимових юнацьких Олімпійських ігор 2024 року.

## Кар'єра
Лавренюк дебютував за збірну України у 2021 році, виступаючи на Кубку Європи. У січні 2022 року виступив на чемпіонаті світу серед юніорів, посівши 12-те місце у юнацькій віковій групі та 19-те місце серед юніорів. 
З наступного сезону продовжував виступати на Кубку Європи, а також на Міжконтинентальному кубку. На юніорському чемпіонаті світу зупинився за крок до п'єдесталу, фінішувавши четвертим серед юнаків. У змаганні юніорів посів 16-те місце.
У лютому 2023 року почався кваліфікаційний період на зимові юнацькі Олімпійські ігри. На змаганнях в Інсбруку він двічі виграв срібні медалі, а у Пхьончхані посів 6-те та 9-те місця. У новому сезоні посів 5-те місце в Ліллегаммері, 4-те та 3-тє місця в Пхьончхані, а також друге та третє місця в Інсбруку, що дозволило йому пройти кваліфікацію на юнацькі Олімпійські ігри.
15 грудня 2023 року, в Інсбруку, вперше виступив на етапі Кубка світу, де посів 31-ше місце.
7 січня 2024 року зумів стати бронзовим призером чемпіонату світу серед юніорів, а 23 січня став срібним призером зимових юнацьких Олімпійських ігор.

## Виступи на чемпіонатах світу
| Рік  | Місце проведення | Місце |
| ---- | ---------------- | ----- |
| 2025 | Лейк-Плесід, США | 21    |

## Виступи на чемпіонатах Європи
| Рік  | Місце проведення      | Місце |
| ---- | --------------------- | ----- |
| 2025 | Ліллегаммер, Норвегія | 18    |

## Кубок світу зі скелетону
| Сезон   | Місце | Очки | 1      | 2      | 3      | 4       | 5     | 6      | 7      | 8      |
| ------- | ----- | ---- | ------ | ------ | ------ | ------- | ----- | ------ | ------ | ------ |
| 2023–24 | 35    | 109  | ЯНЦ —  | ЛАП —  | ІНС 31 | СМР —   | ЛІЛ — | СІГ 31 | АЛТ 26 | ЛПЛ 24 |
| 2024–25 | 27    | 223  | ПХН 26 | ПХН 24 | ЯНЦ 22 | АЛТ DSQ | СІГ — | ВІН 31 | СМР 27 | ЛІЛ 26 |